# 854 Frostia
854 Frostia је астероид главног астероидног појаса са средњом удаљеношћу од Сунца која износи 2,368 астрономских јединица (АЈ). 
Апсолутна магнитуда астероида је 12,1 а геометријски албедо 0,051.